# Frank Gregory Hall
Frank Gregory Hall (12 de febrero de 1896 - 19 de febrero de 1967) fue un geólogo y zoólogo estadounidense que investigó los cenotes y aguadas de la península de Yucatán. Publicó el resultado de sus estudios patrocinado por la Fundación Carnegie.

## Datos biográficos
Nació en Johnstown (condado de Rock, Wisconsin) y falleció en Durham, Carolina del Norte. Hall fue jefe del departamento de biología del Milton College y un profesor distinguido de la Duke University.

## Obra
Escribió, entre otros:
- The functions of the swimbladder of fishes. 1924
- The cenotes of Yucatán. A zoological and hydrographic survey. 1936. Con Arthur Sperry Pearse, et al. Traducido y publicado (Cenotes y Aguadas) en la Enciclopedia Yucatanense, Mérida, Yucatán, México, 1945.[3]
- A method for the determination of dissolved carbon dioxide. 1923
- Laboratory Manual for General Zoology.-Zoology I. 1929